# 김현민 (1992년)
김현민(金賢敏, 1992년 4월 12일 ~ )은 전 KBO 리그 두산 베어스의 선수이다.

## 출신 학교
- 대구남도초등학교
- 경상중학교
- 제주고등학교